# Axel Ghyssaert
Axel Ghyssaert (Kortkrijk, 29 mei 1933) is een modernistische Belgisch architect, stedebouwkundige en beeldend kunstenaar.

## Biografie
Ghyssaert studeerde in 1958 af als architect aan het Hoger Instituut voor architectuur Sint-Lucas in Brussel. In 1964 behaalde hij tevens het diploma van stedenbouwkundige aan het nationaal Hoger Instituut voor Architectuur Ter Kameren. Hij deed stage aan het Luikse architectenbureau E.G.A.V. alvorens hij zich in 1959 als zelfstandig architect vestigde.
Voor zijn eerste gerealiseerde ontwerp, een bungalow aan de Léon Claeysstraat te Zedelgem, kreeg Ghyssaert in 1963 de Van de Ven-Prijs. In 1969 is Ghyssaert de eerste laureaat van de architectuurprijs van het Nationaal Houtvoorlichtingsbureau. In 1989 won hij een Europese wedstrijd, wat tot de bouw leidde van de In Orbit Servicing Building van het Europese Agentschap voor de Ruimtevaart in het Nederlandse Noordwijk. 
Ghyssaert was vooral actief in de streek rond Brugge, maar ook elders heeft hij gebouwd. Hij ontwierp privéwoningen en overheidsgebouwen en werkte aan diverse binnen- en buitenlandse projecten op stedenbouwkundig niveau.
Na een lange loopbaan als architect heeft Ghyssaert zich op het schilderen toegelegd. Hij schildert natuur met als uitgangspunt  glazen spiegelstructuren waarbij de spiegels fungeren als optische beeldenvangers van de natuur. Licht speelt hierbij een dirigerende rol.

## Oeuvre

### Woningen

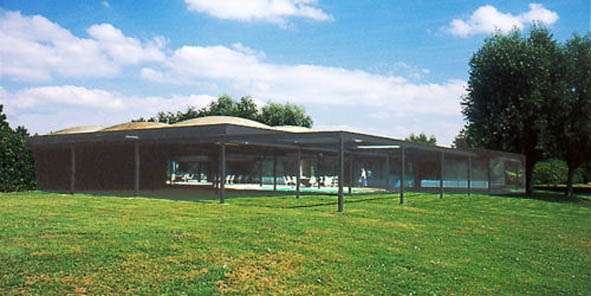
Kunstenaars- en architectenwoning van Ghyssaert in Sint-Kruis, Brugge. De woning is geïntegreerd met het meersen- en weilandengebied grenzend aan het Rijkeveldebos.

- 1963: Woning Naessens, Zedelgem, in 1963 bekroond met de Prijs Van de Ven[1][4]
- 1964: Woning Debuyst, Bonlez
- 1964: Woning van Leynseele, Sint-Michiels Brugge[5][1][6][7]
- 1964: Woning Broucke, Brugge[7]
- 1964: Woning Jansseune, Torhout (afgebroken)
- 1965: Woning Roussel, Sint-Kruis Brugge
- 1967: Architectenwoning Ghyssaert, Sint-Kruis[8][5][7], in 2008 aangeduid als beschermd erfgoed.[1] Het is als decor gebruikt voor de jeugdfilm Science Fiction (2002) van regisseur Dany Deprez.[9]
- 1968: Woning Bavastro, Sint-Martens-Lennik
- 1969: Woning Claeys, Oostkamp
- 1974: Woning Glorie, Sint-Andries
- 1963: Woning Mostrey, Loppem

### Grote projecten
- 1962: Kindertehuis, Oostkamp[10]
- 1963: Appartementen, Brugge Sint-Pieters
- 1973: Voormalige feestzaal Huis Au Jambon in Brugge[11]
- 1979: Bejaardenwoningen Acaciapad, Sint-Kruis[12][7]
- 1980: Penitentiair Complex, Brugge[1]
- 1981: School De Linde, Sint-Kruis[5][13]
- 1984: Kantoorgebouw Royale Belge, Brugge
- 1989: On-Orbit Servicing Building van het ESA, Noordwijk (Nederland)
- 1994: Pand voor visverwerkingbedrijf Morubel, Oostende

### Restauratiewerken
- 1996: Neoclassicistisch burgerhuis[14]
- 1997: Neoclassicistisch herenhuis met koetshuis[15]

### Overig
- Bijdrage aan internationale tentoonstellingen voor de Belgische Dienst voor Buitenlandse Handel.

- 1978: Ontwerpen van prestigestand in opdracht van de Vlaamse Gemeenschap voor de Internationale Tentoonstelling te Bazel.
- 1992: Ontwerp voor Belgisch Paviljoen op de Expo '92 te Sevilla.

## Prijzen
- 1963: Van de Ven-prijs voor het gerealiseerde ontwerp van een bungalow aan de Léon Claeysstraat te Zedelgem.
- 1969: Architectuurprijs van het Nationaal Houtvoorlichtingsbureau
- 1993: Gouden Potlood uitgereikt door Batibouw, voor het project “Op den dijk” in Brugge, een ontwerp voor appartementen dat slechts gedeeltelijk is gerealiseerd.[16]
- 1993: Gouden Baksteen, een prijs op initiatief van de stad Oostende. Ghyssaert won deze prijs voor zijn ontwerp voor het visverwerkingbedrijf Morubel in Oostende.[16]